# Union sportive madinet Annaba
Ne pas confondre avec l'Union Sportive Musulmane d'Annaba, ex-appellation de l'Hamra Annaba.
Maillots
Actualités
Dernière mise à jour : 16 septembre 2023.
L'Union Sportive Madinet Annaba (en arabe : اتحاد مدينة عنابة) plus couramment abrégé en USM Annaba ou encore en USMA styliser en USMAn (pour éviter la confusion avec l'autre USMA), est un club de football algérien fondé en 1983 et basé dans la ville d'Annaba.

## Histoire
Le 19 juin 1983, à la suite de nouvelles réformes sportives[précision nécessaire], une loi déclare la création de quatre associations sportives universitaires de compétition au niveau des quatre grandes villes universitaires du pays. Ces quatre clubs sont :
- le RIDJA - Riadha Jamiât Al Djazaïr (en arabe رياضة جامعة الجزائر), ou Sport Université d'Alger, en réalité héritier Racing universitaire d'Alger (RUA) ;
- le CSUO - Club sportif universitaire d´Oran (division d´honneur) ;
- l'AJC - Amel Jamiât Constantine ou Espérance de l'Université de Constantine (en arabe امل جامعة قسنطينة), devenu Maahid Ouloum Constantine MOC ;
- l'USMA - Université sportive Moustakbal Annaba (en arabe مستقبل رياضي جامعة عنابة), devenu l'Union Sportive Madinet Annaba.

Cette mesure visait en priorité Constantine et Annaba, alors absentes de l'élite du football en Algérie ; les équipes universitaires d'Alger et d'Oran avaient une existence légale et participaient aux compétitions sportives nationales. Ces quatre formations ont été directement versées lors de la saison 1983-1984 en division 2.
Des nostalgiques du club de l'ex-USMA s'intègrent dans le nouveau club de l'université, en essayant de le reconstituer en relançant le sigle du club sous autres significations ; ainsi le club de l'Université sportive Moustakbal Annaba (en arabe مستقبل رياضي جامعة عنابة), est transformé en Université Sportive Madinet Annaba puis ultérieurement en Union Sportive Madinet Annaba (à ne pas confondre avec l'ex-Union Sportive Musulmane d'Annaba des années 1960 transformé quant à lui en Hamra Annaba, à la suite de l'arabisation de 1969 (ce club est relégué en deuxième division du championnat d'Algérie en 1976 et ne parvient à retrouver l'élite depuis cette date).
Dès sa première saison en deuxième division (D2) en 1983-1984, le club parvient à rejoindre la D1 pour la saison suivante en terminant deuxième de son groupe. Rapidement cette équipe devient le symbole du football annabi et permet aux milliers de supporteurs de cette ville de rêver des souvenirs nostalgiques de l'USMA.
Le 23 novembre 2020 engage avec la société Asmidal pour sponsorisé le club de la ville.

## Résultat sportifs

### Palmarès
| Compétitions nationales                                                                                    | Compétitions amicales                                | Compétitions de jeunes |
| --- | ---------------------------------------------------- | --- |
| - Ligue 2 (1) : - Champion : 2006-07. - Vice-champion : 1983-84. - DNA (1) : - Champion Gr. est : 2017-18. | - Coupe de la consolations (1) : - Vainqueur : 1998. | Juniors - Coupe d'Algérie Junior : - Finaliste : 1995-96 et 2004-05. Cadets - Coupe d'Algérie Cadet (2) : - Vainqueur : 2001-02 et 2009-10. - Finaliste : 1984-85 et 2011-12. |

### Bilan
- Premier match : USM Annaba 3-1 HB Chelghoum Laid, septembre 1983.
- Premier but : Hocine Rabet, USM Annaba 3-1 HB Chelghoum Laid, septembre 1983.

| Championnat                    | Saisons | Titres | J    | G   | N   | P   | Bp   | Bc   | Diff |
| ------------------------------ | ------- | ------ | ---- | --- | --- | --- | ---- | ---- | ---- |
| Division 1/Ligue 1 (1984-2011) | 21      | 0      | 652  | 222 | 188 | 242 | 695  | 644  | +51  |
| Division 2/Ligue 2 (1983-2024) | 10      | 1      | 472  | 202 | 124 | 147 | 532  | 412  | +120 |
| Division 3/DNA (2014-2018)     | 4       | 1      | 120  | 61  | 32  | 27  | 164  | 93   | +71  |
| Total (1983-2024)              | 35      | 2      | 1244 | 485 | 344 | 416 | 1391 | 1149 | +243 |

| Coupe                         | Saisons | Titres | Meilleure performance | J | G | N | P | Bp | Bc | Diff |
| ----------------------------- | ------- | ------ | --------------------- | - | - | - | - | -- | -- | ---- |
| Coupe d'Algérie (1983-2024)   | 39      | 0      | Demi-finaliste        | - | - | - | - | -  | -  | -    |
| Coupe de la Ligue (1991-2000) | 4       | 0      | Demi-finaliste        | - | - | - | - | -  | -  | -    |
| Coupe de l'UAFA (1996-2004)   | 2       | 0      | 16e de finale         | 4 | 2 | 2 | 2 | 7  | 7  | 0    |

### Bilan détaillé par saison
| Saison    | Championnat | Championnat | Championnat | Championnat | Championnat | Championnat | Championnat | Championnat | Championnat | Championnat | Coupe d'Algérie             | Coupe de la Ligue    | Coupes d'Arabes | Buteurs Championnat           | Buts | Entraîneur      |
| Saison    | Division    | Place       | Points      | Joués       | V           | N           | D           | bp          | bc          | Diff.       | Coupe d'Algérie             | Coupe de la Ligue    | Coupes d'Arabes | Buteurs Championnat           | Buts | Entraîneur      |
| --------- | ----------- | ----------- | ----------- | ----------- | ----------- | ----------- | ----------- | ----------- | ----------- | ----------- | --------------------------- | -------------------- | --------------- | ----------------------------- | ---- | --------------- |
| 1983-1984 | 2           | 2e          | 72          | 30          | 15          | 12          | 3           | 44          | 22          | +22         |                             | -                    | -               | -                             | -    | Ali Attoui      |
| 1984-1985 | 1           | 13e         | 74          | 38          | 10          | 16          | 12          | 46          | 49          | -3          | 8e de finale                | -                    | -               | Abdelhafid Djaghel            | 18   | Ali Attoui      |
| 1985-1986 | 1           | 3e          | 75          | 38          | 13          | 11          | 14          | 39          | 35          | +4          | 32e de finale               | -                    | -               | Abdelhafid Djaghel            | -    | Ali Attoui      |
| 1986-1987 | 1           | 5e          | 41          | 38          | 15          | 11          | 12          | 44          | 32          | +12         | Quarts de finale            | -                    | -               | Abdelhafid Djaghel            | 8    | Ali Attoui      |
| 1987-1988 | 1           | 6e          | 35          | 34          | 14          | 7           | 13          | 40          | 35          | +5          | 32e de finale               | -                    | -               | Abdelhafid Djaghel            | 8    | Ali Attoui      |
| 1988-1989 | 1           | 10e         | 29          | 30          | 10          | 9           | 11          | 29          | 38          | -9          | 32e de finale               | -                    | -               | Boukemia                      | 6    | Ali Attoui      |
| 1989-1990 | 1           | 11e         | 28          | 30          | 9           | 10          | 11          | 27          | 35          | -8          | Annulée                     | -                    | -               | -                             | -    | Ali Attoui      |
| 1990-1991 | 1           | 11e         | 28          | 30          | 10          | 8           | 12          | 28          | 25          | +3          | Quarts de finale            | -                    | -               | -                             | -    | Ali Attoui      |
| 1991-1992 | 1           | 11e         | 29          | 30          | 10          | 8           | 12          | 39          | 41          | -2          | 8e de finale                | Quarts de finale     | -               | Driss Aabdelkader             | 17   | Ali Attoui      |
| 1992-1993 | 1           | 14e         | 26          | 30          | 7           | 12          | 11          | 11          | 36          | -25         | Annulée                     | -                    | -               | -                             | -    |                 |
| 1993-1994 | 2           | 4e          | 33          | 32          | 13          | 7           | 12          | 32          | 35          | -3          | 32e de finale               | -                    | -               | -                             | -    |                 |
| 1994-1995 | 2           | 7e          | 32          | 32          | 12          | 8           | 12          | 33          | 25          | +8          | 16e de finale               | -                    | -               | -                             | -    |                 |
| 1995-1996 | 2           | 4e          | 46          | 30          | 14          | 4           | 12          | 35          | 34          | +1          | tour régionale              | -                    | -               | -                             | -    |                 |
| 1996-1997 | 2           | 2e          | 63          | 30          | 18          | 9           | 3           | 44          | 17          | +27         | 32e de finale               | -                    | -               | -                             | -    |                 |
| 1997-1998 | 2           | 4e          | 50          | 30          | 15          | 5           | 10          | 37          | 23          | +14         | Demi-finale                 | -                    | -               | -                             | -    |                 |
| 1998-1999 | 1           | 2e          | 47          | 26          | 13          | 8           | 5           | 36          | 25          | +11         | 16e de finale               | -                    | -               | Ouichaoui & Dellalou          | 5    |                 |
| 1999-2000 | 1           | 9e          | 24          | 22          | 6           | 6           | 10          | 22          | 36          | -14         | 16e de finale               | Demi-finale          | -               | Fnides & Ouichaoui            | 4    |                 |
| 2000-2001 | 1           | 6e          | 42          | 30          | 11          | 9           | 10          | 39          | 33          | +6          | 16e de finale               | -                    | -               | Fares Djabelkhir              | 10   |                 |
| 2001-2002 | 1           | 10e         | 39          | 30          | 11          | 6           | 13          | 31          | 43          | -12         | 8e de finale                | -                    | -               | Moncef Ouichaoui              | 10   |                 |
| 2002-2003 | 1           | 8e          | 39          | 30          | 9           | 12          | 9           | 31          | 33          | -2          | 16e de finale               | -                    | -               | Athmani & Bensaïd             | 7    |                 |
| 2003-2004 | 1           | 12e         | 37          | 30          | 10          | 7           | 13          | 40          | 37          | +3          | Quarts de finale            | -                    | -               | Adel El-Hadi                  | 17   |                 |
| 2004-2005 | 1           | 12e         | 37          | 30          | 9           | 10          | 11          | 30          | 37          | -7          | 32e de finale               | -                    | -               | Adel El-Hadi                  | 10   |                 |
| 2005-2006 | 1           | 15e         | 35          | 30          | 10          | 5           | 15          | 33          | 40          | -7          | 8e de finale                | -                    | -               | Adlène Bensaïd                | 8    |                 |
| 2006-2007 | 2           | 1er         | 77          | 34          | 25          | 5           | 5           | 65          | 19          | +46         | 16e de finale               | -                    | -               | Adel El-Hadi                  | 19   |                 |
| 2007-2008 | 1           | 5e          | 42          | 30          | 12          | 6           | 12          | 36          | 37          | -1          | Quarts de finale            | -                    | -               | Mohamed Messaoud              | 12   |                 |
| 2008-2009 | 1           | 10e         | 41          | 32          | 11          | 8           | 13          | 31          | 34          | -4          | Demi-finale                 | -                    | 16e de finale   | El-Hadi & Aoudia              | 6    |                 |
| 2009-2010 | 1           | 7e          | 49          | 34          | 12          | 13          | 9           | 40          | 35          | +5          | Quarts de finale            | -                    | -               | Ahmed Gasmi                   | 10   |                 |
| 2010-2011 | 1           | 14e         | 36          | 30          | 10          | 6           | 14          | 23          | 34          | -11         | 8e de finale                | -                    | -               | Herbache, Boukhlouf, Bouaïcha | 3    |                 |
| 2011-2012 | 2           | 8e          | 40          | 30          | 11          | 7           | 12          | 31          | 34          | -3          | 32e de finale               | -                    | -               | -                             | -    |                 |
| 2012-2013 | 2           | 10e         | 37          | 30          | 10          | 10          | 10          | 23          | 22          | +1          | 32e de finale               | -                    | -               | -                             | -    |                 |
| 2013-2014 | 2           | 15e         | 28          | 30          | 6           | 11          | 13          | 17          | 31          | -14         | Dernier Tour Régional       | -                    | -               | Abdelkader Bekhti             | 4    |                 |
| 2014-2015 | 3           | 9e          | 37          | 30          | 11          | 4           | 15          | 36          | 39          | -3          | Avant-Dernier Tour Régional | -                    | -               | -                             | -    |                 |
| 2015-2016 | 3           | 2e          | 55          | 30          | 15          | 10          | 5           | 40          | 18          | +22         | Avant-Dernier Tour Régional | -                    | -               | -                             | -    |                 |
| 2016-2017 | 3           | 2e          | 61          | 30          | 17          | 10          | 3           | 52          | 21          | +31         | 16e de finale               | -                    | -               | -                             | -    |                 |
| 2017-2018 | 3           | 1er         | 62          | 30          | 18          | 8           | 4           | 36          | 15          | +21         | 32e de finale               | -                    | -               | Adel Maiza                    | 6    |                 |
| 2018-2019 | 2           | 8e          | 39          | 30          | 11          | 6           | 13          | 19          | 22          | -3          | Quarts de finale            | -                    | -               | -                             | -    | Lakhdar Adjali  |
| 2019-2020 | 2           | 10e         | 29          | 22          | 8           | 5           | 9           | 23          | 26          | -3          | 8e de finale                | -                    | -               | -                             | -    | Kamel Mouassa   |
| 2020-2021 | 2           | 2e          | 41          | 22          | 11          | 8           | 3           | 24          | 8           | 16          | Annulée                     | -                    | -               | -                             | -    |                 |
| 2021-2022 | 2           | 7e          | 41          | 30          | 11          | 9           | 10          | 30          | 34          | -4          | Annulée                     | Compétition disparue | -               | -                             | -    |                 |
| 2022-2023 | 2           | 5e          | 44          | 30          | 13          | 5           | 12          | 42          | 31          | 11          | 16e de finale               | Compétition disparue | -               | -                             | -    | Kamel Mouassa   |
| 2023-2024 | 2           | 12e         | 38          | 30          | 8           | 14          | 8           | 33          | 28          | 5           | 8e de finale                | Compétition disparue | -               | -                             | -    | Nadhir Leknaoui |
| 2024-2025 | 2           | 4e          | 47          | 30          | 13          | 8           | 9           | 45          | 34          | 11          | 16e de finale               | Compétition disparue | -               | Hichem Mokhtar                | 9    | Abdelaziz Abbas |
| saison    | division    | rang        | pts         | joué        | gagnés      | nuls        | perdu       | bp          | bc          | diff        | coupe nationale             | coupe ligue          | coupe arabe     | buteurs                       | buts | entraineur      |

## Personnalités du club

### Joueurs emblématiques
- Hassen Terki
- Chérif Guettai
- Mohamed Redjimi
- Hocine Rabet
- Mohamed Réda Abaci
- Chérif Abdeslam
- Sofiane Ait Ali
- Moncef Ouichaoui
- Mourad Boudjelida
- Ahmed Gasmi
- Bilal Smida
- Mohamed Amine Aoudia
- Belkacem Remache
- Kamel Bouacida
- Mohamed Hichem Mezaïr
- Lounès Gaouaoui
- Farès Fellahi
- Adel Maiza
- Imad Bella
- Adlène Bensaïd
- Mohammed Benhamou
- Adel El-Hadi
- Mohamed Messaoud
- Sofiane Harkat
- Boubeker Athmani
- Reda Benhadj
- Nassim Hamlaoui
- Fares Djabelkhir
- Samir Zazou
- Ali Doudou
- Fouad Bouguerra
- Mehdi Boudar
- Badri Khouatimia
- Imad Benabderrazek
- Mohamed Nasri
- Farouk Chakroun
- Schahriar Atoui
- Walid Chennini
- Faouzi Kerdoussi
- Amar Ouichaoui
- Abdenouri
- Bakir Yacine
- Sofiane Balegh
- Mohamed Kaci-Saïd
- Abdelwahab Zouali
- Djamel Atchi
- Saddek Maizi
- Mahmoud Boukemia
- Hafid Djeghal
- Malik Alimessaoud
- Salah Slatnia
- Ahmed Bouchami

## Identité du club

### Logos
Les couleurs de l'USM Annaba sont le Blanc et le Rouge. Le Rouge est inspiré de l'autre club phare de la ville, le Hamra Annaba.

Ancien logo
Logo actuel

### Les différents noms du club
| Union Sportive Annaba |
| --------------------- |

| Amel Université Annaba |
| ---------------------- |

| Union Sportive Madinet Annaba |
| ----------------------------- |

## Culture populaire

### Clubs de supporters
- l'Union Sportive Madinet Annaba dispose d'une grande galerie au niveau de sa ville, est qui est aussi parmi les plus populaires de l'Est algérien avec une affluence qui dépasse les 40 000 par match. il est connu notamment par les déplacements de ses supporters à l'extérieur.

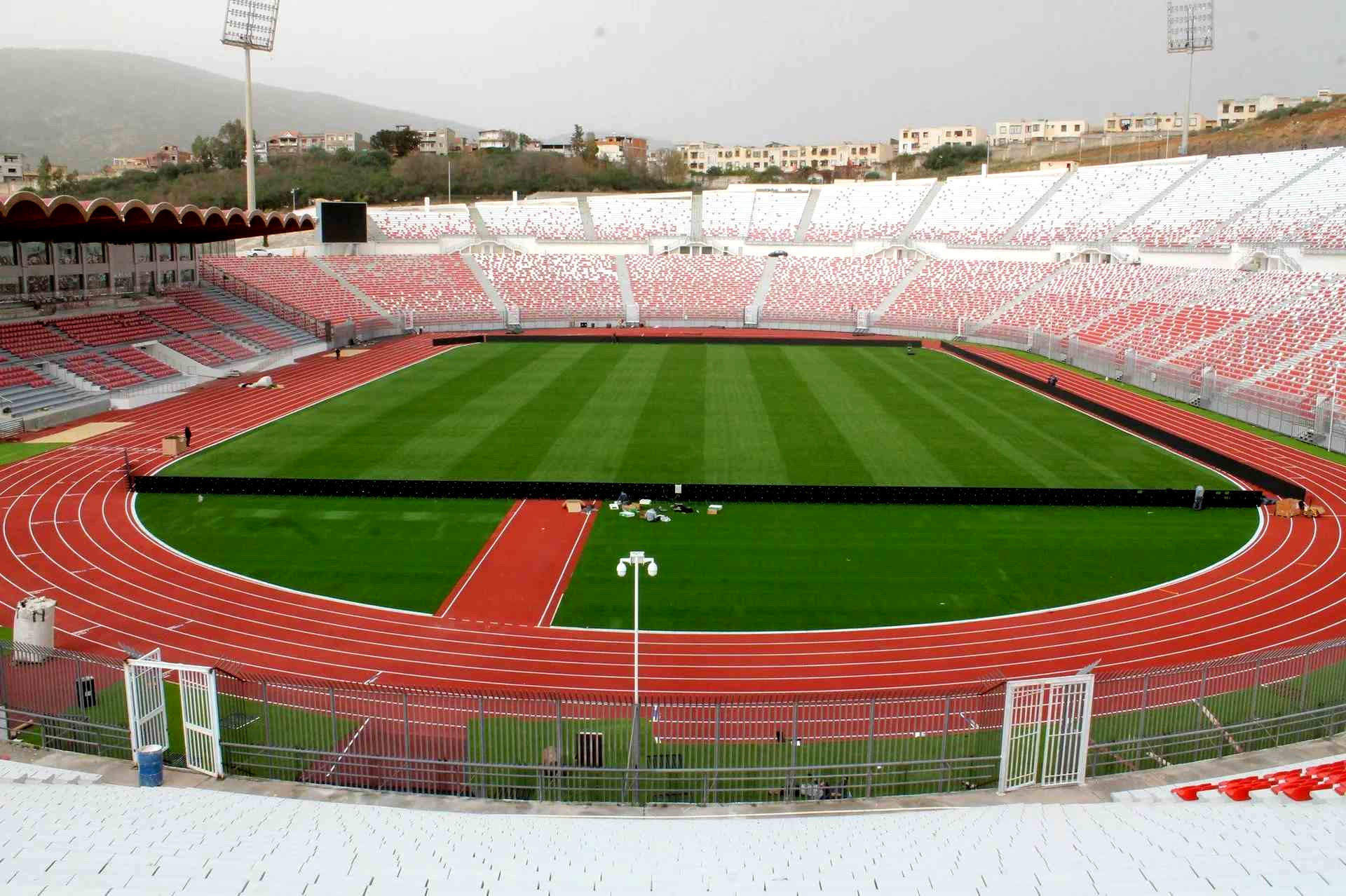
Stade du 19 mai 1956

Il existe deux groupes de supporters :
| Nom                      | Abréviation | Date de création | Emplacement du stade |
| ------------------------ | ----------- | ---------------- | -------------------- |
| Les Indépendants De Bône | IDB . 942   | 2012             | Virage Nord          |
| Ultras Sparta Rosso      | USR         | 2015             | Virage Sud           |